# М’ягке (Калузька область)
М’ягке (рос. Мягкое) — присілок в Мосальському районі Калузької області Російської Федерації.
Населення становить 7 осіб. Входить до складу муніципального утворення Село Боровенськ.

## Історія
Від 2004 року входить до складу муніципального утворення Село Боровенськ.

## Населення
| 2002 | 2010 |
| ---- | ---- |
| 18   | ↘7   |